# 85e division de Landwehr (Empire allemand)
Pour les articles homonymes, voir 85e division.

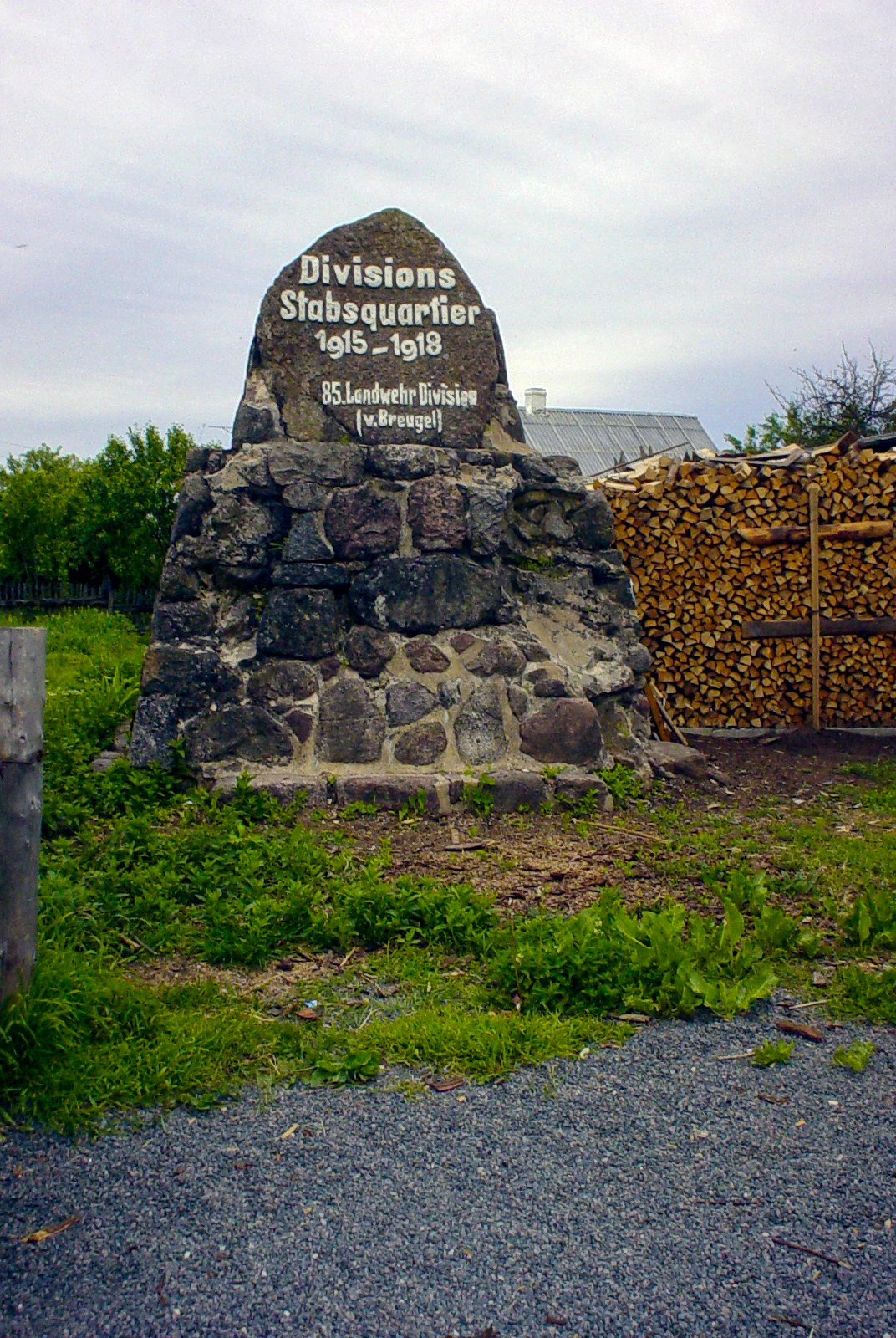
Pierre commémorative de l'état-major de la 85e division de Landwehr à Juraciški, Biélorussie

La 85e division de Landwehr est une grande unité de l'armée prussienne pendant la Première Guerre mondiale

## Calendrier des batailles
Pendant la Première Guerre mondiale, la division est formée le 25 septembre 1915 à partir de la division "Breugel" sur le front de l'Est, où l'unité est engagée jusqu'à la fin octobre 1918. Ensuite, des éléments sont transférés sur le front de l'Ouest pour protéger la frontière belgo-néerlandaise. À la fin de la guerre, la partie de la division stationnée à l'ouest entame sa marche de retour vers la mère patrie, tandis que la partie se trouvant à l'Est travaille comme service d'occupation et de sécurité jusqu'à la mi-février 1919 en Lituanie et en Biélorussie.

### 1914
- à partir du 15 novembre - Guerre de tranchées près de Mława

### 1915
- jusqu'au 12 juillet - Guerre de tranchées près de Mlawa
- 13 au 17 juillet - Bataille décisive à Przasnysz
- 18 au 22 juillet - Batailles de poursuite vers le bas-Narew
- 23 juillet au 3 août - Bataille du Narew
  - 24 juillet - Prise de Pultusk
- 4 au 7 août - Bataille du ruisseau d'Orz
- 7 août – Prise de Dembe, forteresse de Zegrze (de), Serock
- 8 au 10 août - Bataille d'Ostrov
- 11 au 12 Août - Bataille de Chizhev-Zambrov
- 13 au 18 Août - Batailles de poursuite sur le haut-Narew et la Nurzec
- 19 au 25 Août - Bataille de Bielsk
- 26 août au 5 septembre - Batailles de poursuite sur le Swislocz et sur le Naumka-Werecia
- 8 au 12 septembre - Bataille de Zelwianka et Niémen
- 12 au 17 septembre - Bataille de Szczara et Jelnia
- 17 au 27 septembre - Batailles de poursuite dans les marais lituaniens
- à partir du 28 septembre - Batailles de position sur la Bérézina (de), Olshanka et Krevlyanka

### 1916
- - 18 mars au 30 avril - Offensive du lac Narotch (parties de la division)

### 1917
- jusqu'au 30 Juin - Batailles de position sur la Bérézina, Olshanka et Krevlyanka
- 1er juillet au 17 septembre - Batailles de tranchées sur le Servech, Niémen, Berezina, Olshanka et Krevlyanka
  - du 19 au 27 Juillet - Bataille défensive de Smorgon-Krewo
- 18 septembre au 4 novembre - Batailles de tranchées entre Niémen-Berezina-Krevo-Smorgon-Naroch et Tverech
- 9 novembre au 7 décembre - Batailles de tranchées entre les lacs Narotch et Drysviaty
- 7 au 17 décembre - Cessez-le-feu
- à partir du 17 décembre – Armistice

### 1918
- jusqu'au 18 février – Armistice
- 18 février au 3 mars - Offensive contre le lac Peipus et la haute-Daugava
- 3 au 8 mars - Occupation russe du territoire entre la haute-Daugava et le lac Peipus
- 9 mars au 15 novembre - occupation de la Grande Russie
- 25 octobre au 8 novembre - évacuation de parties de la division vers l'Ouest
- 27 octobre au 11 novembre - Garde-frontière à la frontière belgo-néerlandaise (parties de la division)
- à partir du 12 novembre - évacuation du territoire occupé et retour au pays (parties de la division)
- à partir du 16 novembre - Service d'équipage et de sécurité en Lituanie et en Biélorussie (parties de la division)

### 1919
- jusqu'à 11 février - Service d'équipage et de sécurité en Lituanie et en Biélorussie (parties de la division)

## Commandants
| Grade        | Nom                                 | Date                              |
| ------------ | ----------------------------------- | --------------------------------- |
| Generalmajor | Willem Clifford Cocq von Breugel    | 25 septembre 1915 au 16 août 1918 |
| Generalmajor | Jobst Hermann zur Lippe-Biesterfeld | 17 août 1918 au 29 janvier 1919   |